# جامايكا في الألعاب الأولمبية
جمايكا في الألعاب الأولمبية الألعاب الأولمبية هي من أهم الأحداث الرياضية في جمايكا، تقوم اللجنة الأولمبية الجمايكية بالإشراف في شؤون مشاركة جمايكا في الألعاب الأولمبية، شاركت جمايكا أول مرة في الألعاب الأولمبية في دورة 1948 في لندن في المملكة المتحدة، فازت جمايكا حتى الآن في مشوارها في الألعاب الأولمبية الصيفية بمجموع 67 ميدالية في الألعاب الأولمبية الصيفية منها 17 ميدالية ذهبية و 30 فضية و 20 برونزية، وأكثر الرياضات التي تنافس فيها جمايكا هي سباقات المسافات القصيرة في ألعاب القوى ويعتبر الجمايكي يوسين بولت صاحب الرقم القياسي سباق 100 و200 متر بالإضافة إلى ان فريق جمايكا هو صاحب الرقم القياسي أيضاً في سباق 100 تتابع للرجال. وللعدائات الجمايكيات أيضاً دور في قوة جمايكا في سباقات المسافات القصيرة.
في الألعاب الأولمبية الشتوية شاركت جامايكا أول مرة في دورة 1988 في كالغاري في كندا ولم تفز حتى الآن بأي ميدالية في الألعاب الشتوية.